# 马振霞
马振霞（1998年8月1日—），中国女子田径运动员，2014年夏季青年奥运会女子5000米竞走金牌得主、2016年世界U20田径锦标赛女子10000米竞走金牌得主、2022年亚洲运动会女子20公里竞走银牌得主。